# Nieuw Leven (Leut)
Nieuw Leven is een standerdmolen in de Belgische deelgemeente Leut, een deelgemeente van Maasmechelen in de provincie Limburg.
De houten windmolen 'Nieuw Leven' staat dicht bij de grens van Meeswijk en Leut. Een oudere molen werd in 1800 vernield tijdens een orkaan. Op dezelfde plaats werd in 1801 de huidige standerdmolen gebouwd. 
De molen behoorde tot de domeingoederen van de familie Vilain XIIII. In 1920 werd de molen samen met het kasteel gekocht door de S.A. 'Limbourg-Meuse', de eigenaar van de steenkoolmijn van Eisden. De molen werd grondig hersteld en 'De Wachter' - de oorspronkelijke naam van de molen - werd tot 'Nieuw Leven' omgedoopt. De molen werd in 1945 beschermd als monument. In 1995 kocht de gemeente Maasmechelen de molen aan en liet hem maalvaardig herstellen. In 2009 volgde een nieuwe opknapbeurt.